# 恩厚
恩厚，清朝政治人物。
光緒三十年九月，接替奇齡。兼理江蘇荆溪縣知縣。后由翁有成接任。